# Збройні сили Єгипту
Збройні сили Єгипту (араб. القوات المسلحة المصرية) — військова організація Арабської Республіки Єгипет, призначена для захисту свободи, незалежності та територіальної цілісності держави. Складаються з сухопутних військ, військово-морських сил, військово-повітряних сил і військ протиповітряної оборони.
- парафувати або підписані станом на 2014 контракти на загальну суму понад $ 3 млрд на поставку з РФ 24 винищувачів МіГ-29м/м2, систем ППО, протитанкових Корнет, бойові гелікоптери: Ка-25, Мі-28 і Мі-25, Мі-35. Легкого озброєння. Берегових протикорабельних систем. Всі контракти розпочаті після призупинення військової та фінансової допомоги Єгипту із США.[3]

## Склад збройних сил

### Сухопутні війська

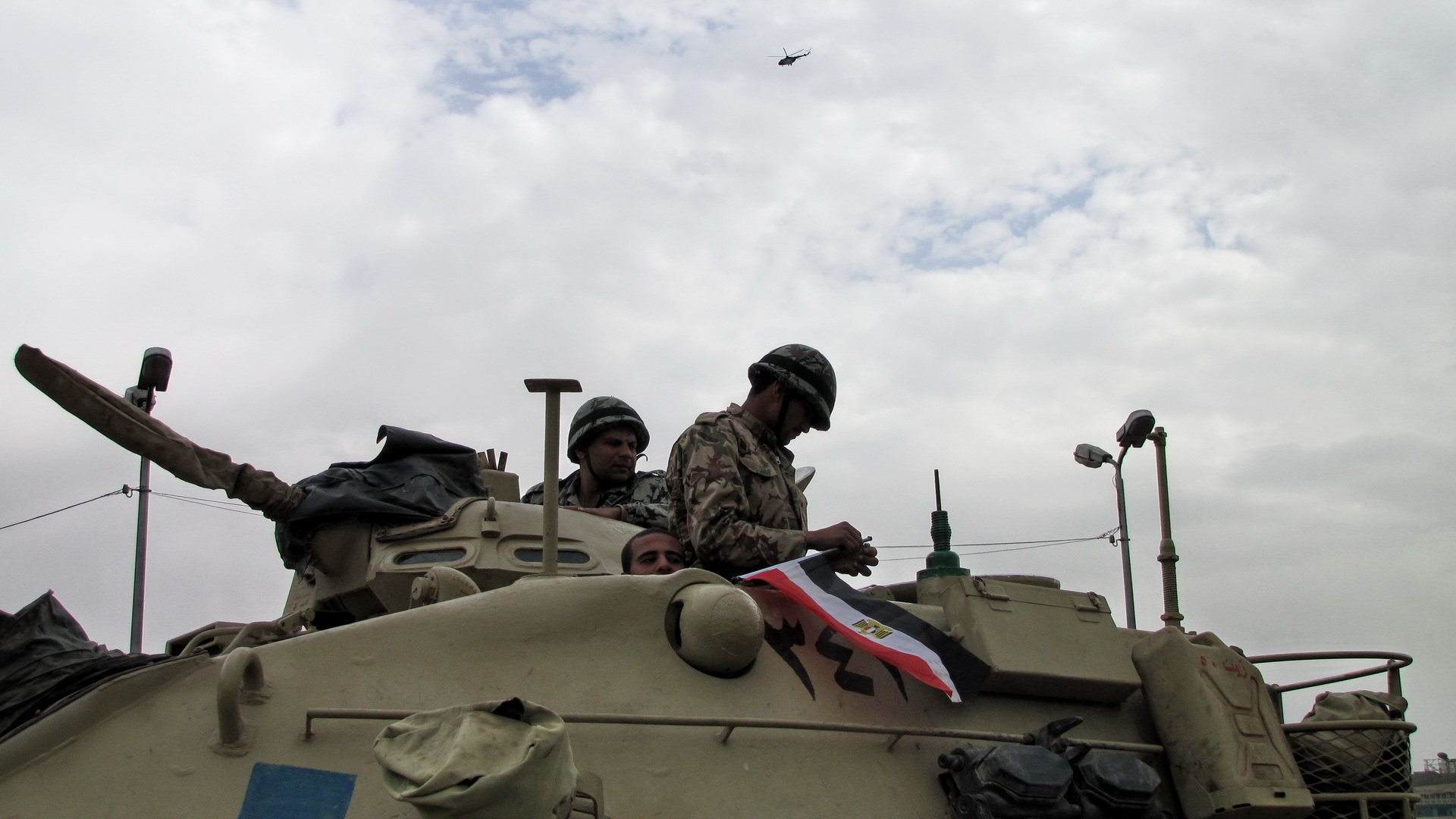
Єгипетський танк M60.

Сухопутні війська Єгипту — найчисленніший вид збройних сил Єгипту.
Чисельність особового складу — 316 тис. осіб
Сухопутні війська свого штабу не мають. Його функції виконує Генеральний штаб Збройних сил Єгипту та управління міністерства оборони Єгипту.

### Військово-морські сили

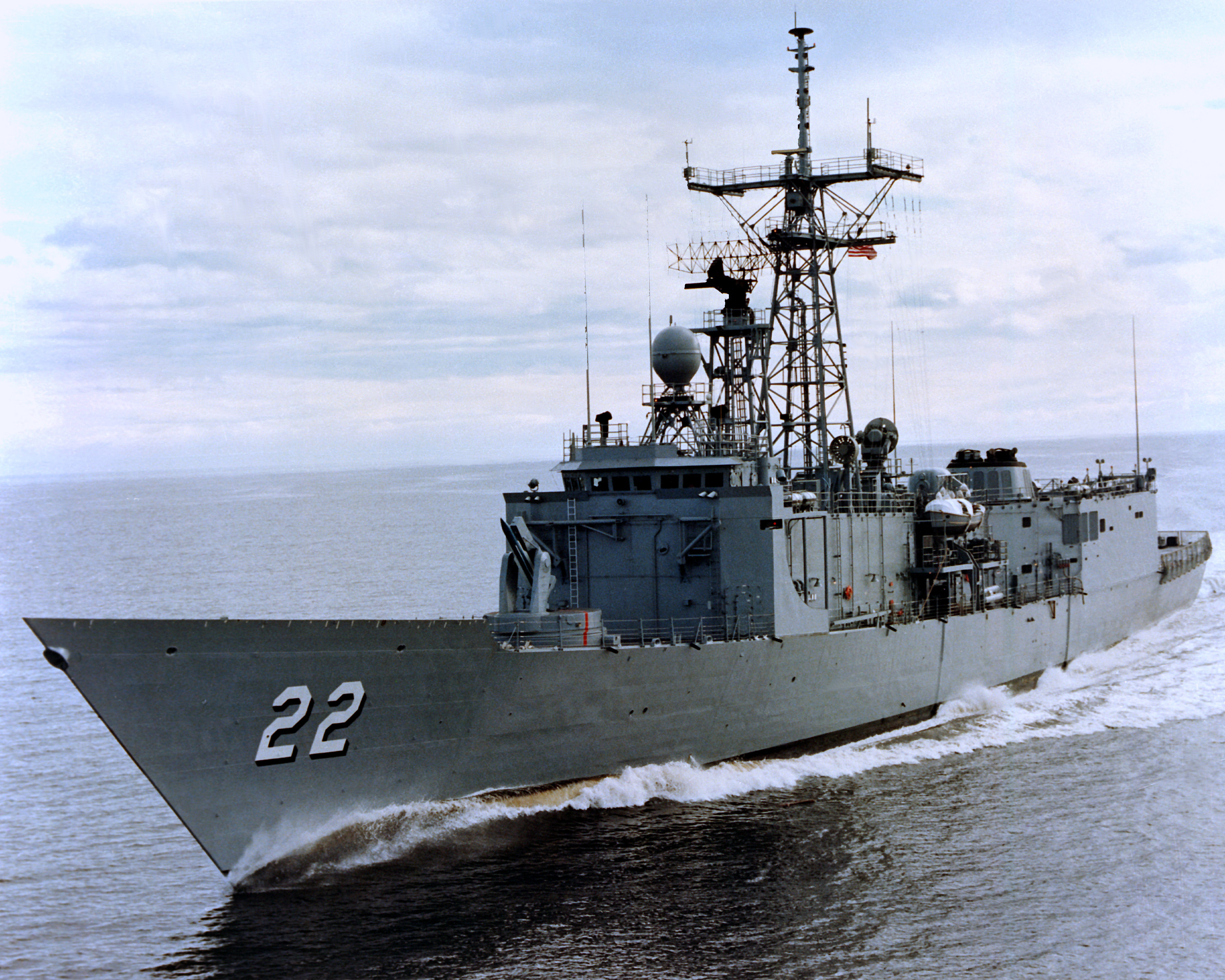
фрегат ВМС США класу Олівер Хазард Перрі, той же тип використовується Єгиптом.

Хоча єгипетський флот є найменшим підрозділом ЗС Єгипту, він великий за мірками Близького Сходу.
Єгипетський флот, як відомо, найсильніший на африканському континенті, і найбільший на Близькому Сході, незважаючи на швидке зростання військово-морських флотів інших країн у регіоні.
Хоча деякі судна флоту розміщені в Червоному морі, але більша частина сил, як і раніше, знаходиться в Середземному морі. Штаб-квартира ВМС і головна операційна і тренувальна база розташована в Рас-ель-Тін поблизу Олександрії.
Командувач флоту Віце-адмірал Усама Ель-Гінді.
Флоту також підпорядковується берегова охорона. Берегова охорона несе відповідальність за безпеку поблизу узбережжя та патрулювання прибережних вод для запобігання контрабанди. Вона має у своєму розпорядженні приблизно тридцять п'ять великих патрульних суден (кожне від двадцяти до тридцяти метрів в довжину) та двадцять менших, Бертрам, клас прибережних патрульних суден, побудованих в Сполучених Штатах.

### Повітряні сили

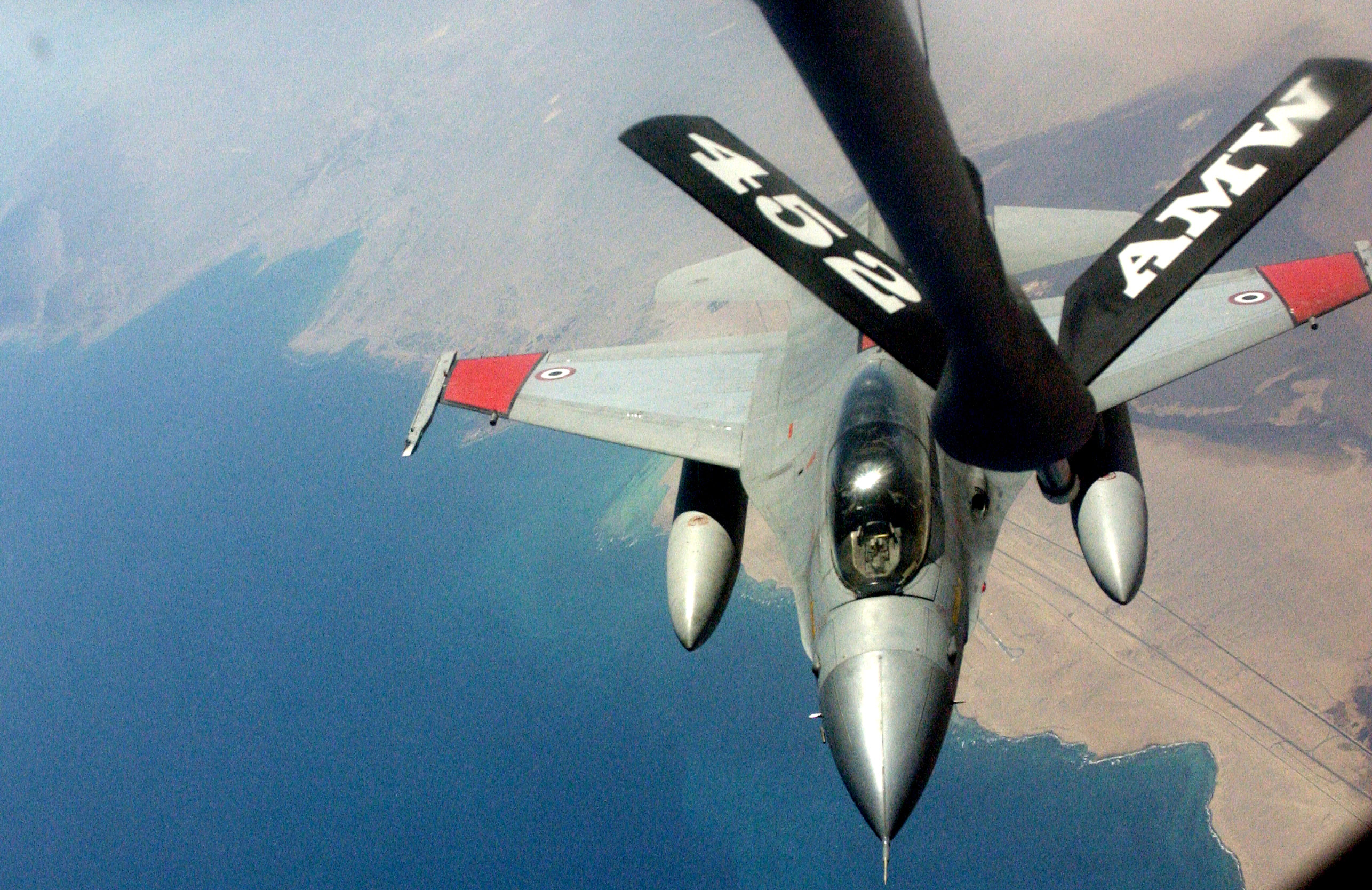
єгипетські ВПС, заправка у повітрі F-16

Єгипетські ПС — авіаційна частина єгипетських збройних сил. Останнім часом основою військ є F-16. Єгипетські ВПС (літаки та підготовка пілотів) вважаються найсильнішими в Африці і одними з найсильніших на Близькому Сході. Міраж 2000 є іншим сучасним перехоплювачем, що використовується ВПС. ВПС Єгипту має 228 F-16 (плюс 12 замовлено), що робить його 4-м найбільшим оператором F-16 у світі.
Кількість літаків на озброєнні — близько 1,100 бойових одиниць і 245 ударних гелікоптерів., серед них 35 Apache AH-64D. На озброєнні все ще перебувають значно модернізовані МіГ-21, F-7 Skybolt, McDonnell Douglas F-4 Phantom II, Dassault Mirage V і C-130 Hercules. У ВПС проходить масштабна модернізація. Мікоян наприкінці 2014 року підтвердив, що Єгипет підписав операція з придбання 24 винищувачів МіГ-29М, і веде переговори про придбання 24 МІГ-35. Повідомлялося, що Єгипет знаходиться в процесі переговорів з французькою Dassault для початкового замовлення 24 винищувачів Rafale